# Gruszów (województwo dolnośląskie)
Gruszów (niem. Birkholz) – wieś w Polsce, w województwie dolnośląskim, w powiecie świdnickim, w gminie Marcinowice.

## Nazwa
12 lutego 1948 r. ustalono urzędową polską nazwę miejscowości – Gruszów, określając drugi przypadek jako Gruszowa, a przymiotnik – gruszowski.

## Podział administracyjny
W latach 1975–1998 miejscowość należała administracyjnie do województwa wałbrzyskiego.

## Zabytki
Do wojewódzkiego rejestru zabytków wpisany jest:
- zespół pałacowy, z drugiej połowy XIX w., XX w.:
  - pałac, od frontu posiada portyk czterokolumnowy, który wieńczy balkon z kamienną balustradą
  - park